# Amanita daucipes
Amanita daucipes é um fungo que pertence ao gênero de cogumelos Amanita na ordem Agaricales. Na natureza, é encontrado exclusivamente na América do Norte. O corpo de frutificação produz um píleo ("chapéu") grande, de até 25 cm de diâmetro, de cor branca a laranja-pálido. Ele é inicialmente convexo, mas fica achatado quando maduro. Sua superfície está coberta por verrugas cônicas removíveis, resquícios do véu universal. O tronco atinge 20 cm de altura e possui um grande bulbo na base. A carne é firme e branca. Os cogumelos têm um odor forte e desagradável, descrito como "doce e nauseante", de "osso de presunto velho ou sabão", ou de "proteína em decomposição", especialmente os espécimes mais velhos.
Tal como outros fungos do gênero, a espécie  forma uma relação simbiótica através de micorrizas com determinadas espécies de árvores, especialmente as do gênero Carya e as bétulas. Foi observada uma preferência por solos alterados, como nas estradas. Em 1969, o especialista em cogumelos Amanita Cornelis Bas escreveu que A. daucipes era uma espécie rara; mas investigações posteriores mostraram que é um cogumelo comum em florestas de carvalhos no leste dos Estados Unidos. Sua área distribuição se estende ao sul até Sonora, no México. O fungo pode ser confundido com outra espécie que também ocorre na América do Norte, A. chlorinosma, mas se distingue deste por sua cor e pelo grande bulbo basal.

## Taxonomia
O fungo foi descrito cientificamente pela primeira vez em 1856 pelos micologistas Miles Joseph Berkeley e Camille Montagne, que o batizaram de Agaricus daucipes. Mais tarde, em 1887, o cogumelo foi renomeado como Amanitopsis daucipes pelo italiano Pier Andrea Saccardo. Anos depois, em 1899, o cientista norte-americano Curtis Gates Lloyd transferiu a espécie para o gênero Amanita. Hoje ela está classificada na seção Lepidella do gênero Amanita, no subgênero Lepidella, um agrupamento de cogumelos Amanita relacionados entre si e caracterizados por seus esporos amiloides. Outras espécies norte-americanas neste subgênero incluem A. abrupta, A. atkinsoniana, A. chlorinosma, A. cokeri, A. mutabilis, A. onusta, A. pelioma, A. polypyramis, A. ravenelii e A. rhopalopus. Os nomes populares da espécie em língua inglesa são: "carrot-foot Amanita", "turnip-foot Amanita", e "carrot-footed Lepidella". O epíteto específico daucipes significa "pé de cenoura".

## Descrição

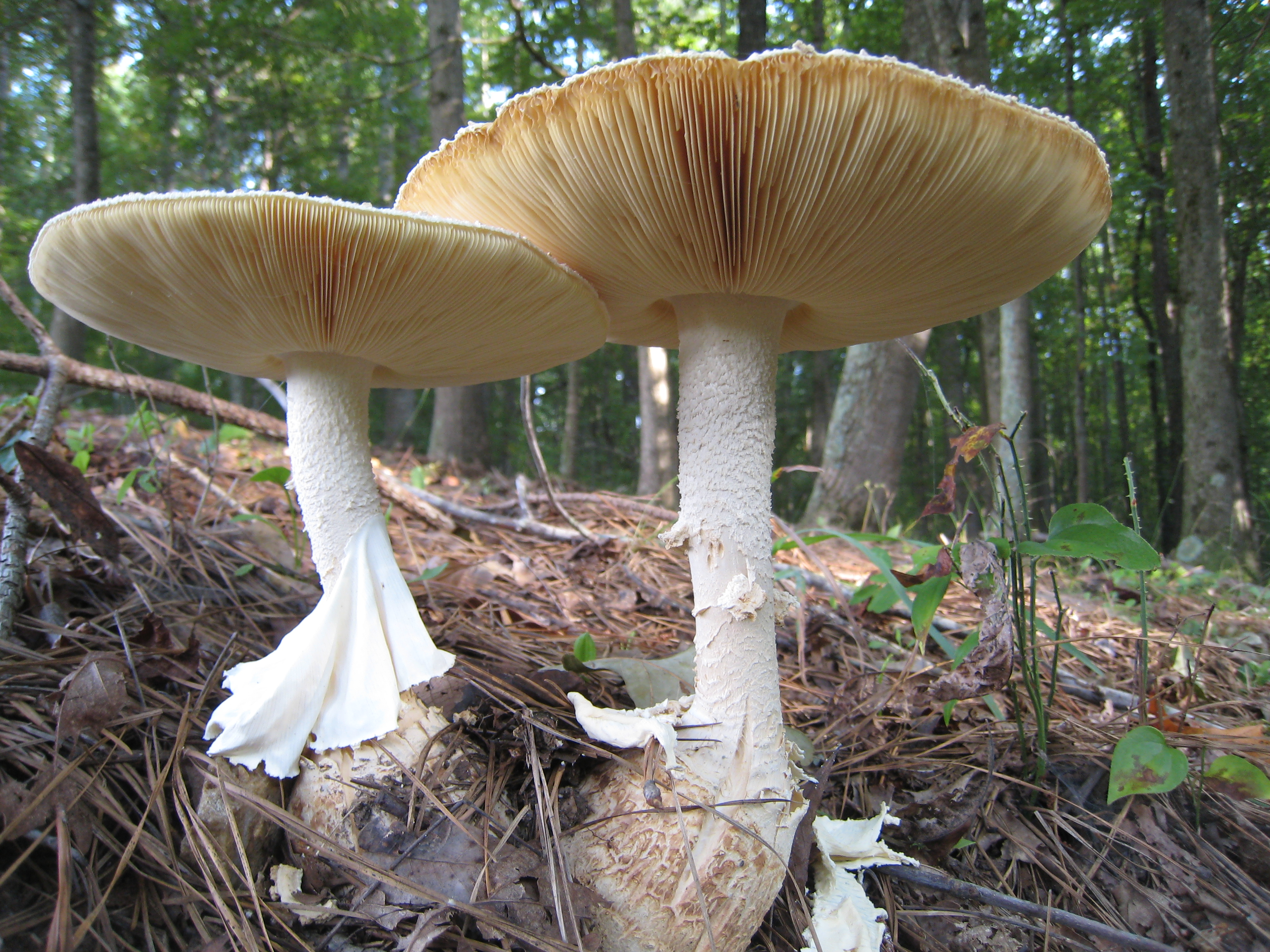
Cogumelos maduros têm o chapéu achatado.

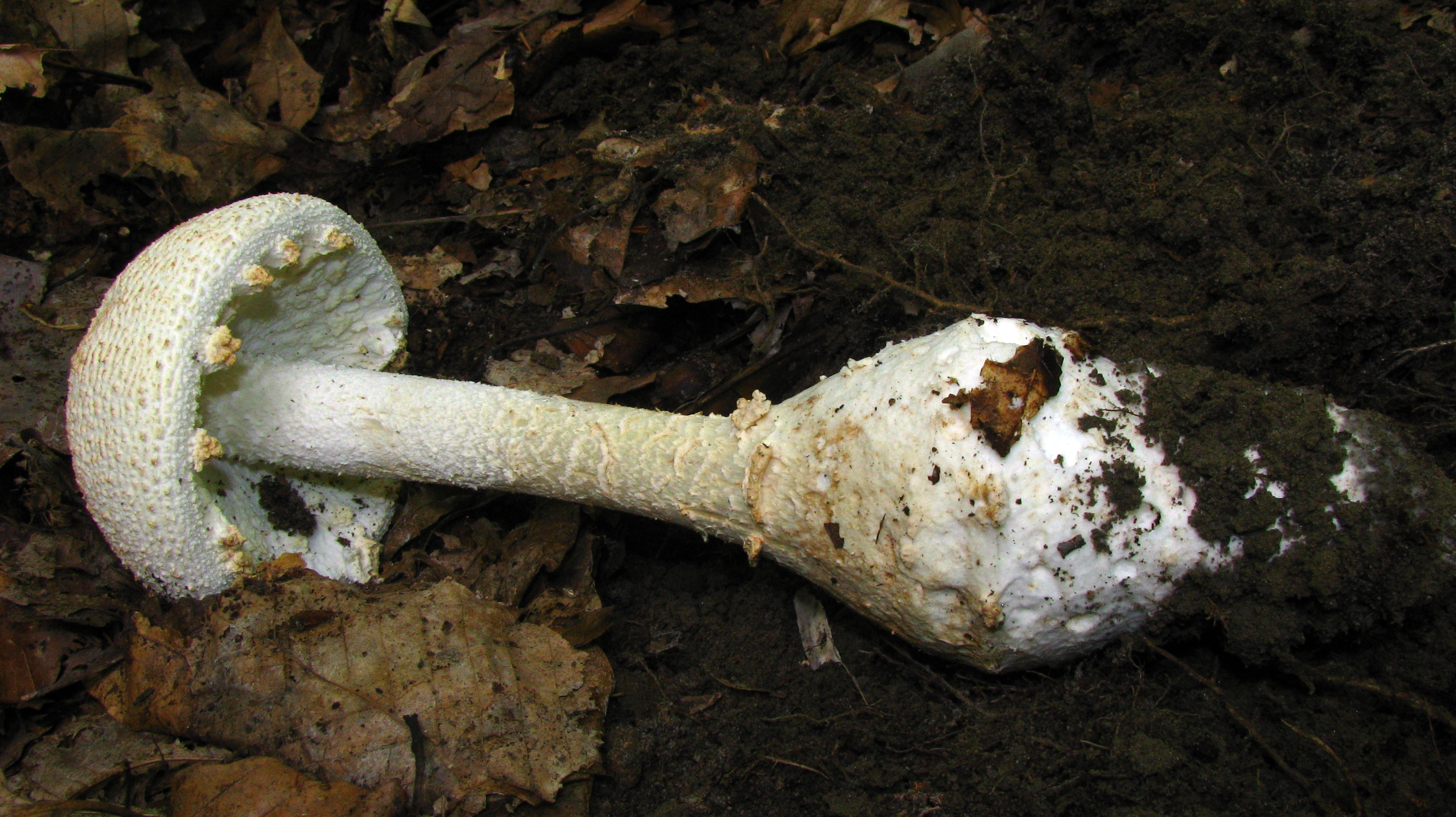
Há um bulbo na base do tronco.

Os píleos ("chapéus") dos corpos de frutificação têm inicialmente um formato convexo, mas quando maduros ficam achatados. Eles medem de 6 a 25 cm de diâmetro. A superfície do chapéu é seca a polida, e de cor branca com uma tonalidade laranja-pálido. Ele é densamente coberto por verrugas cônicas de cor branca a laranja-pálido ou marrom-avermelhado. As verrugas, remanescentes do véu universal, estão distribuídas aleatoriamente na superfície do píleo e são mais macias e algodonosas próximo das bordas (ou margens) do chapéu. Exemplares mais secos podem ter a superfície do chapéu completamente rachada ao redor da base de cada uma das verrugas.
As verrugas cônicas são destacáveis, ou seja, podem ser facilmente removidas da superfície do chapéu sem deixar resíduo ou marca. A margem do píleo não tem estrias, e, tal como em outras espécies da seção Lepidella, pode ter restos irregulares do véu pendurados. As lamelas são livres, bastante próximas umas das outras, moderadamente estreitas, e de cor branca a amarelada. As lamelas curtas que não se estendem completamente do tronco do cogumelo até a margem do chapéu, conhecidas como lamélulas, são arredondadas ou vão se estreitando gradualmente, além de possuir comprimento variável.
A estipe (o "tronco" do cogumelo) mede de 7,5 a 20 cm de altura e 0,8 a 2,5 cm de espessura. Está conectado ao centro do chapéu ese afunila ligeiramente em direção ao ápice. É sólido, seco, branco ou às vezes com uma tonalidade laranja pálido. Apresenta-se coberto com tufos de "pelos" lanosos macios. Se manuseado, o tronco lentamente adquire um aspecto de "machucado" e muda de cor, ficando quase do mesmo tom do píleo. O bulbo basal é grande, chegando a medir 15 por 12 cm, e tem formato de fuso ou de nabo. O bulbo tem um sulco circular na sua parte superior onde o véu universal estava aderido, podendo ainda ter fendas longitudinais. Ele é coberto com restos do véu de tonalidade rosada a avermelhada. O véu parcial forma um anel efêmero sobre a parte superior do tronco. É branco a amarelo pálido, e normalmente cai quando o chapéu se expande; fragmentos do anel podem ser encontrados no chão perto da base do tronco. Os restos do véu universal, quando presentes, são semelhantes aos encontrados no píleo. A carne é firme e branca. Os corpos de frutificação têm um odor que é forte e desagradável, descrito como "doce e nauseante". O cheiro também foi comparado com o de "osso de presunto velho ou sabão", ou de "proteína em decomposição", especialmente os espécimes mais velhos.

### Características microscópicas
Vistos em depósito, tal como numa impressão de esporos (técnica usada na identificação de fungos), os esporos de A. daucipes são brancos, creme, ou de cor amarelada. Observados com um auxílio de um microscópio, é possível constatar que eles têm um formato elipsoide ou são alongados, às vezes reniformes (ou seja, em forma de rim). Suas dimensões são de 8 a 11 por 5 a 7 µm. Eles são translúcidos (hialinos), com paredes finas, e amiloides, o que significa que absorvem o iodo quando expostos ao reagente de Melzer. Os basídios (células que carregam os esporos) medem de 30 a 50 por 7 a 11 µm, têm forma de trevo, com quatro esporos cada, e fíbulas em suas bases. Os queilocistídios são abundantes, pequenos, aproximadamente esféricos ou em forma de trevo, com dimensões de 15 a 40 por 10 a 28 µm. A cutícula do chapéu possui entre 75 e 180 µm de espessura, e é composta por uma densa camada de hifas de parede finas, entrelaçadas, e ligeiramente gelatinizadas, com 2 a 5 µm de diâmetro. Fíbulas estão presentes nas hifas desta espécie.

### Espécies semelhantes

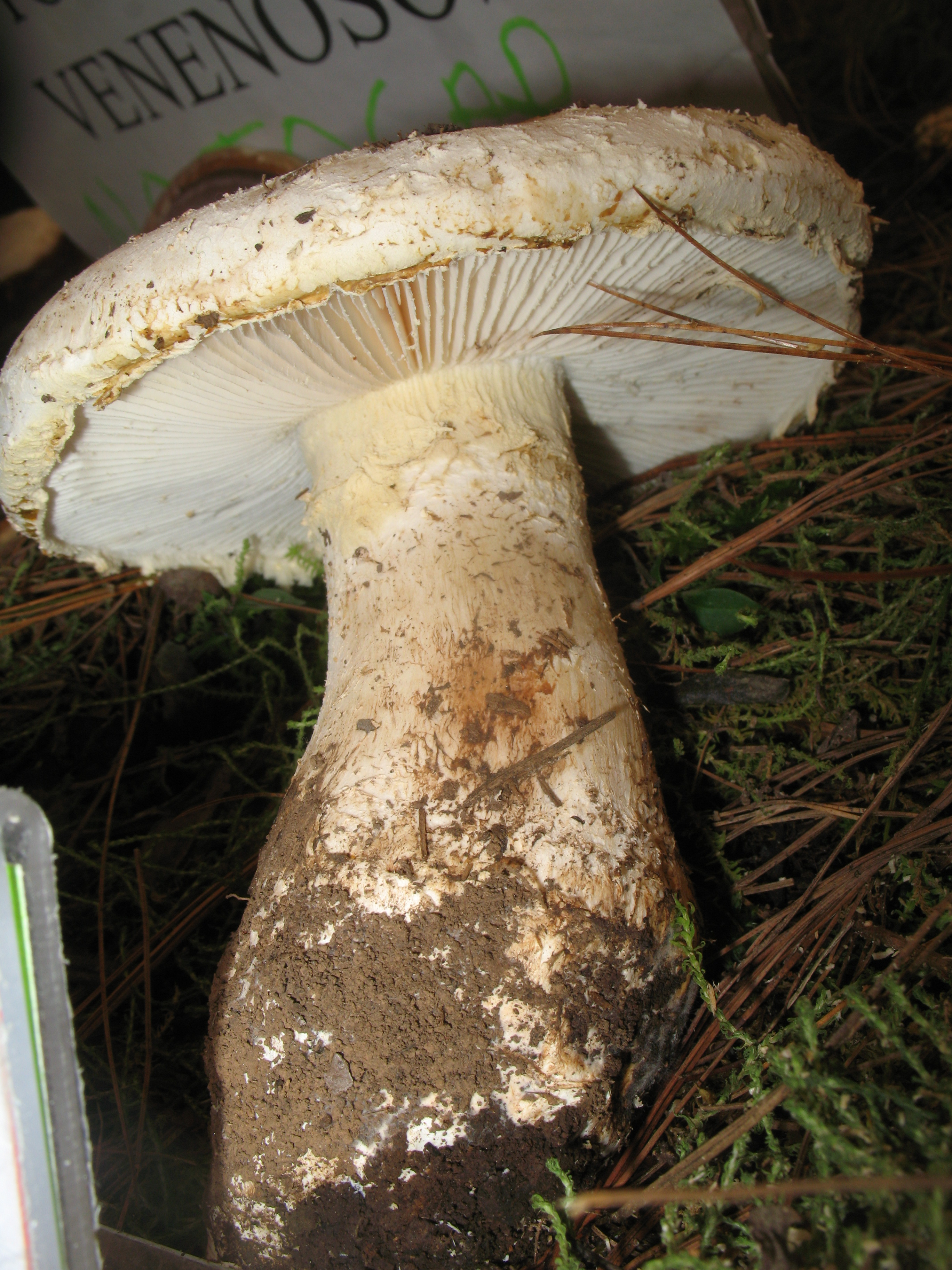
A. chlorinosma é uma espécie parecida.

Amanita daucipes é superficialmente semelhante a outro cogumelo encontrado na América do Norte, A. chlorinosma, mas pode ser distinguido do último por sua cor e pelo grande bulbo basal. Além disso, A. daucipes tem "escamas volvais mais duras e mais distintas, que são tingidas de amarelo-alaranjando a laranja-amarronzado ou marrom-avermelhado claro".

## Comestibilidade
A comestibilidade de A. daucipes é desconhecida, mas o cogumelo não é recomendado para consumo porque a seção Lepidella dos Amanita também contém várias espécies venenosas.

## Habitat e distribuição
Como a grande maioria das espécies do gênero Amanita, A. daucipes é uma espécie micorrízica, formando portanto uma associação simbiótica mutuamente benéfica com várias espécies de plantas. As ectomicorrizas garantem ao cogumelo compostos orgânicos importantes para a sua sobrevivência oriundos da fotossíntese do vegetal; em troca, a planta é beneficiada por um aumento da absorção de água e nutrientes graças às hifas do fungo. A existência dessa relação é um requisito fundamental para a sobrevivência e crescimento adequado de certas espécies de árvores, como alguns tipos de coníferas.
Os corpos de frutificação da espécie podem ser encontrados crescendo solitários ou espalhados pelo chão em florestas mistas de coníferas e de decíduas (especialmente naquelas dominadas por carvalhos) em Maryland, Carolina do Norte, Nova Jersey, Ohio, Pensilvânia, Tennessee, Virgínia, Virgínia Ocidental, Kentucky, e Texas; outras espécies de árvores associadas incluem as do gênero Carya e as bétulas. A predileção por solos alterados, tal como nas estradas, tem sido observada. Em 1969, o especialista em cogumelos Amanita Cornelis Bas escreveu, em sua extensa monografia sobre o gênero, que A. daucipes era uma espécie rara; mas investigações posteriores mostraram que é uma espécie comum em florestas de carvalhos no leste dos Estados Unidos. Sua área distribuição se estende ao sul até Sonora, no México.